# Hans-Georg Schwarzenbeck
Hans-Georg Schwarzenbeck zvaný Katsche (* 3. duben 1948, Mnichov) je bývalý německý fotbalista. Nastupoval především na postu středního obránce.
S reprezentací někdejšího Západního Německa se stal mistrem světa roku 1974, mistrem Evropy 1972 a získal stříbro na evropském šampionátu 1976. Zúčastnil se též mistrovství světa v Argentině roku 1978. V národním týmu působil v letech 1971–1978, za tu dobu za něj odehrál 44 utkání.
Celou svou fotbalovou kariéru (1966–1981) strávil v jediném klubu, FC Bayern Mnichov. Třikrát s ním vyhrál nejprestižnější klubovou trofej Evropy, Pohár mistrů evropských zemí (1973/74, 1974/75, 1975/76), navíc také Pohár vítězů pohárů v sezóně 1966/67 a Interkontinentální pohár 1976. V evropských pohárech odehrál 76 utkání, vstřelil 2 branky.
Pětkrát slavil titul německého mistra (1968/69, 1971/72, 1972/73, 1973/74, 1979/80) a třikrát zvedl nad hlavu německý pohár (1966/67, 1968/69, 1970/71).
Sehrál 416 ligových utkání, v nichž vstřelil 21 gólů.